# Quarto (unità di misura)
Il quarto è un'unità di misura di volume. Non è un'unità del SI. È utilizzato sia nel sistema statunitense che nel sistema britannico.
Il simbolo del Quarto, in ambedue i sistemi, è rappresentato dalle lettere minuscole "qt".

## In Italia
Nelle antiche unità di misura italiane, in vigore prima dell'adozione del sistema metrico, alcune delle quali ancora vigenti per uso, il quarto o la quarta indicava il risultato della suddivisione della precedente misura multipla in quattro parti. Il quarto o la quarta erano principalmente riferiti a misure di volume.

### Misure di tempo
- Un quarto d'ora equivale a 0,25 ora, oggi = 1 ke (la quarta parte di 60 min, ovvero 15 min).

### Misure di volume

#### In Italia e nei Paesi che adottano il sistema metrico decimale
- Un quarto o quartino corrisponde a 0,25 litri.

#### Negli Stati Uniti
- Un quarto americano equivale a 0,946353 litri.

#### Nel Regno Unito
- Un quarto britannico equivale a 1,13652 litri.